# Psychotria mauiensis
Psychotria mauiensis är en måreväxtart som beskrevs av Francis Raymond Fosberg. Psychotria mauiensis ingår i släktet Psychotria och familjen måreväxter. Inga underarter finns listade i Catalogue of Life.